# Richard Mason
Richard Mason (* 16. Mai 1919 in Hale, Cheshire; † 13. Oktober 1997 in Rom) war ein britischer Schriftsteller.

## Leben
Mason wurde 1919 in der Nähe von Manchester geboren und in der Bryanston School Dorset ausgebildet. Er arbeitete bei einem Film-Magazin und später beim British Council. Im Zweiten Weltkrieg wurde er von der Royal Air Force in Birma und Malaya eingesetzt, wo er die Möglichkeit hatte, Japanisch zu lernen. Er wurde mit der Befragung von Kriegsgefangenen betraut.
Er ist Autor der Bücher Schatten über den blauen Bergen und … denn der Wind kann nicht lesen, das er während des Burmafeldzugs fertigstellte.
Eindrücke und Erfahrungen aus der Zeit, als er in Hongkong lebte, inspirierten ihn zu dem Roman Suzie Wong, der 1960 mit William Holden und Nancy Kwan in den Hauptrollen als Die Welt der Suzie Wong verfilmt wurde.
Richard Mason starb 1997 in Rom an Lungenkrebs.

## Auszeichnungen
- 1948: John Llewellyn Rhys Prize für … denn der Wind kann nicht lesen

## Schriften
Belletristik
- ... denn der Wind kann nicht lesen (1948) (The Wind Cannot Read)
- Schatten über den blauen Bergen (The Shadow and the Peak)
- Suzie Wong (1958) (The World of Suzie Wong)
- Zweimal blüht der Fieberbaum (1962) (The Fever Tree)

## Filmographie
Produktion
- 1981: Der Winter unserer Träume (Winter of our dreams)
- 1984: Die letzte Nacht (One Night Stand)
- 1992: Redheads – In der Schußlinie (Redheads)

Schnitt
- 1976: Der blaue Napoleon (Sky Pirates)
- 1979: Der elektrische Eskimo (The Electric Eskimo)

Literarische Vorlage
- 1960: Die Welt der Suzie Wong (The world of Suzie Wong)

Drehbuch
- 1956: Marsch durch die Hölle (A town like Alice)
- 1958:  … denn der Wind kann nicht lesen